# 与圧

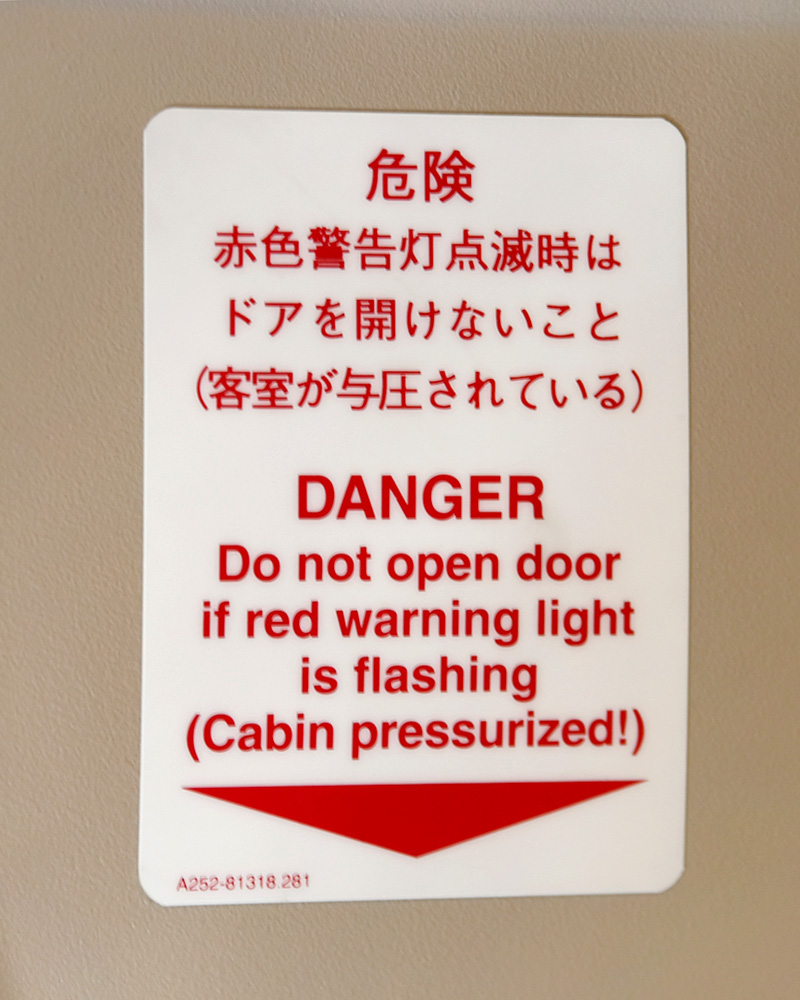
与圧に関する警告
日本航空エアバスA300-600R

与圧（よあつ）とは、その地点で自然に加わる大気圧よりも、室内の気圧を高くすることである。特に、気圧の低い場所で用いられる乗り物の内部の気圧を、外部よりも高くしておくことを指すことが多い。
例えば、高高度を飛行する航空機や、宇宙空間にある宇宙船や宇宙ステーションのように、機体外の大気が希薄あるいはゼロの空間では、機内の酸素分圧を人間が生存できるレベルに保つ必要がある。このために、酸素マスクを用いるか、室内全体を加圧するかのいずれかの手段が多く採用されている。このうち後者の方式が与圧と呼ばれる。

## 航空機

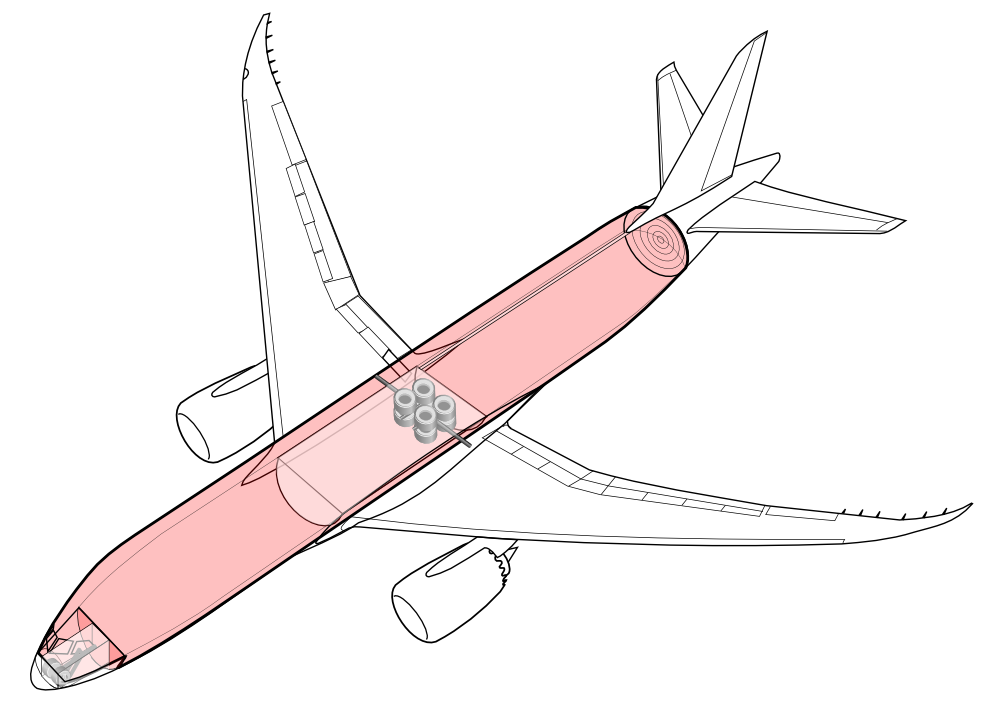
ジェット旅客機での与圧区画の例（B-787）
赤色部分が与圧区画である。一般的に、客室や操縦室に加えてその床下の貨物室まで与圧されているが、前脚や主脚の格納室 (gear well) や中央翼部分は与圧されていない。また、胴体内を通る燃料配管の周囲も万が一の漏洩時には与圧部内に滞留せずに速やかに機外へ排出されるよう外部に開放されている。

与圧された客室を装備した最初の旅客機は1938年に初飛行したボーイング307である。21世紀現在においては、高高度を飛行する旅客機の客室内は一般に与圧されており、ほとんどのジェット旅客機や、多くの輸送機、一部のターボプロップ旅客機などが与圧に耐えられる構造を備えている。また、必要に応じて与圧する機能を備えていることもあり、高度1万 mの機内でも0.8気圧程度に保たれる。
このような機体では、一般的に搭載されている空調装置などからなる「与圧・空気調和装置」（または空気調和系統）によって与圧が調整され、維持される。
与圧･空調系統は、まず機内の与圧を保つ空気圧を作り出すために、レシプロエンジン搭載の航空機の場合は、エンジン補機として駆動される客室過給機の圧縮空気、ジェットエンジン搭載の航空機の場合は、エンジンと機体後部に搭載されているAPUの圧縮機の途中から抽出した圧縮空気又はエンジンから抽出した圧縮空気又はエンジンからの動力によって駆動される客室圧縮機からの圧縮空気が用いられ、それが空気調和装置に入り、適切な気圧･温度･湿度に調整されて、還流されている機内の空気と混合されて機内に導入される。機外から取り入れる空気量を増やすことで与圧部を加圧し、胴体下面に備わるアウトフロー・バルブから空気を排出することによって減圧される。アウトフローバルブの故障などに備えて「リリーフバルブ」や「セーフティーバルブ」と呼ばれる安全弁が備わっており、機内の圧力が過剰になると機外へ空気を逃がすようになっている。
高度1万メートルの高空を飛行している場合でも、与圧部の中は少なくとも2,400 m（航空会社や機種によっては1,500 mほどになる）の高度に相当する0.8気圧弱ほどに保たれる。このように与圧部の気圧をそれに相当する高度で現したものが「客室高度」と呼ばれており、一般に客室高度は与圧･空気調和装置によって自動的に制御されているが、運用高度が7,500 m以上を飛行する航空機は、それが故障又は機能不良に陥った場合でも、4,500 mの客室高度を維持する。また、降下時などに気圧の変化が生じると、機内を常時全く同じ気圧に保つことはできず、目や耳の奥に痛みを伴ったりすることもある。
上空では機内と機外との間に圧力差（差圧）があり、胴体の構造材には膨らむ方向に応力がかかっている。その為、胴体は最大客室差圧に耐えられるように設計されており、この応力をできるだけ軽量の構造材で封じ込めるために、与圧機能を備えた航空機の胴体断面は可能な限り真円形に近い形状になっている。与圧された航空機が高空を飛行中は、胴体など与圧部分がある程度脹らむため、可能な限り全方向に均等に膨張することでストレスによる構造材への負担を偏在させない方が良いが、客室の床など安易に伸縮できない部分があるため、そのような膨張部と固定部との接合部は構造材の強度が高められているのが一般的である。また、地上では圧力差はゼロになり、差圧によって生じる応力もなくなる。定期運航する旅客機などでは、この繰り返される応力による金属疲労が問題となることがある。ジェット旅客機として世界で初めて定期運航を開始したBOACのDH106 コメットは、四角形だった客室の窓の角に応力が集中し、それによって生じたき裂（亀裂）が広がったことが原因で空中分解する事故を連続して起こした。その後、航空機の客室窓や各ドアの角には丸みが付けられ、応力の集中を緩和するようになっている。胴体構造は内側が正圧であることを前提に作られており、低高度飛行時などで何らかの異常により内側が負圧になると強度維持に支障が出る危険性が生じる。近代的な電子制御された機体では、内外圧力差が逆転しないように常に自動監視されており、空気調和系統の機械的な動作不良のような異常事態でも適切に必要な対応が行えるようになっている。
大型のジェット旅客機では、与圧部は操縦室や客室、貨物室などに限定されており、すべての翼はもちろん、降着装置の格納室など多くの部分が非与圧部になっている。一般的には、前部ではレドームと前脚格納室が非与圧であり、中央部では中央翼と主脚格納室が、後部では尾部のテールコーン全体が非与圧になっている。これらの非与圧部と、客席などの与圧部とを隔てる壁には圧力に耐えるだけの強度が求められ、この内の大きな壁は圧力隔壁といった名前で呼ばれる。
戦闘機などの軍用機では、頻繁に高度を変化させたり、機体に高い荷重（加速度）をかけて飛行することが多く、その状態で被弾・破損した場合、急減圧によって機体が爆発するように破壊されたり、乗員が肺損傷を起こして失神する危険性がある。そのため旅客機のような完全な与圧はされておらず、内圧と外圧の差が大きくならないよう高空へ行くにしたがって与圧が低下するようになっている。敵に撃墜される恐れのある戦闘機や偵察機が高高度を飛行する場合は、射出座席などで緊急脱出する可能性があることから、コックピットが与圧されていてもパイロットは与圧服を着用する。
大日本帝国軍では、搭乗員用の酸素マスクを『与圧面』と呼称していた。

## 宇宙機
国際宇宙ステーション (ISS) は、地上と同じ1 気圧に与圧されている。ISSへの補給物資の運搬を担う宇宙ステーション補給機 (HTV) は、貨物区画の内の補給キャリア与圧部も1 気圧に与圧されている。これに対して、残る補給キャリア非与圧部は、与圧されていないため宇宙に上がると真空になる。

## 鉄道車両
中華人民共和国の青蔵鉄道は、最高地点の標高が5,000 mを越える大気の希薄な地域を通っているため、客室内の乗客に呼吸困難や頭痛を引き起こし、場合によっては致命的な状況となることが懸念された。このため車両に与圧設備を設置すると一部メディアで報じられたこともあったが、途中駅での乗客の乗降のたびに再度与圧するのは非現実的で高くつくと考えられたこともあり、実際には採用されなかった。代わりに、外気を取り込んで余分な窒素を外気に排出して、酸素濃度を高めた空気を車内に供給する設備とされた。標高5,071 mのタングラ峠を通過する時点では酸素濃度は23%に高められており、通常の21%に比べて2ポイント高く、これは3,000 m前後の高さにいるのと同じ程度に調整されていることになる。あまり酸素濃度を高めると可燃性が高くなって危険であると考えられたためにこの程度の酸素濃度に留められている。各人が使用できる40%酸素を供給できる酸素マスクも用意されている。車両は、空気をできるだけ車内に留めておくために、プラグドアを採用したり特殊な貫通路設計にしたり、エアコンやトイレの構造にも特殊なものを採用して、気密性を高める構造となっている。

## 軍用車両
軍用車両の中には、核兵器・生物兵器・化学兵器などに汚染された地域における活動を想定し、車両自体の気密性を高めるとともに車内を加圧して外気圧よりも高める機構を持つものがある（NBC偵察車両など）。これはクリーンルームや無菌病室のように、外気とともに汚染物質が車内に侵入することを防ぐためのものであり、乗員は化学防護服やガスマスクなどを着用せずに汚染地域で活動することが可能になる。

## その他
清浄な環境を保つために、室内に清浄空気を導入して室外よりも気圧をわずかに高めることで室外からの汚染を防ぐ、陽圧の手術室が存在する。また、例えば一酸化炭素中毒により血中酸素分圧が著しく低下した患者に対して、高圧酸素療法を行うことがある。これは患者を大気圧の3倍程度まで気圧を上げた部屋に収容して高濃度酸素を供給するもので、高気圧により酸素を血液に直接溶解させる。血液中に溶解した酸素は酸素分圧の低い（＝酸欠状態）場所で拡散するため、一酸化炭素と結合して酸素運搬能の低下したヘモグロビンに頼ることなく酸素を全身に供給することができる。これらの例のように、大気圧よりも気圧を上げた部屋が利用されることもある。